# 谷根麻呂
谷 根麻呂（たに の ねまろ）は、飛鳥時代の人物。旧仮名遣いでの読みは同じ。姓（カバネ）は直。672年の壬申の乱の際、大海人皇子（天武天皇）側につき、河内国から倭（大和国）に来る敵を防いで連戦したが、及ばず退いた。

## 経歴
壬申の年（672年）の6月29日に倭で挙兵した大伴吹負は、北進して及楽（奈良）に向かった。その途中、おそらく7月3日に、河内から大軍が来たという情報を稗田で得た。吹負は数百人ずつの3隊を分派して守備につかせた。そのうち、竜田に向かった300人の指揮官が、坂本財、長尾真墨、倉墻麻呂、民小鮪、谷根麻呂であった。彼らはその日平石野に宿営したが、高安城に敵軍がいると聞いてその山に登った。近江軍（大友皇子側の軍）は税倉を焼いて逃げた。
翌日（3日か）の朝、彼らは、西方の大津・丹比の両道に壱伎韓国が率いる大軍を見た。城から下って衛我河を渡り、川の西で戦った。敗れて懼坂に用意しておいた陣営に退いた。しかし、勝った韓国軍の側では、河内国司守来目塩籠が大海人皇子側に与するために軍を集めていた。この計画は韓国に知られ、失敗を悟った塩籠は自殺した。中一日をおいて、おそらく5日に、近江軍がいくつもの道から押し寄せてきたため、退却した。
谷根麻呂はこの後も大友吹負の許で戦ったと考えられるが、その様子は『日本書紀』に描かれていない。